# Taillepied
Pour les articles homonymes, voir Taillepied (homonymie).
Taillepied est une commune française, située dans le département de la Manche en région Normandie, peuplée de 17 habitants. Depuis la fin du XXe siècle, elle est, avec sa proche voisine Reigneville-Bocage, l'une des deux communes les moins peuplées du département. Au recensement de 2020, elle est la commune la moins peuplée de Normandie.

## Géographie

### Localisation
Les communes limitrophes sont Saint-Sauveur-le-Vicomte, Besneville, Catteville et Neuville-en-Beaumont.

### Hydrographie
La commune est située dans le bassin Seine-Normandie. Elle est drainée par le Fil de Gorges, le cours d'eau 01 d'Alleaume et le fossé 06 du Gorget,,.
Le Fil de Gorges, d'une longueur de 18 km, prend sa source dans la commune de Saint-Sauveur-le-Vicomte et se jette dans la Douve à Rauville-la-Place, après avoir traversé huit communes.

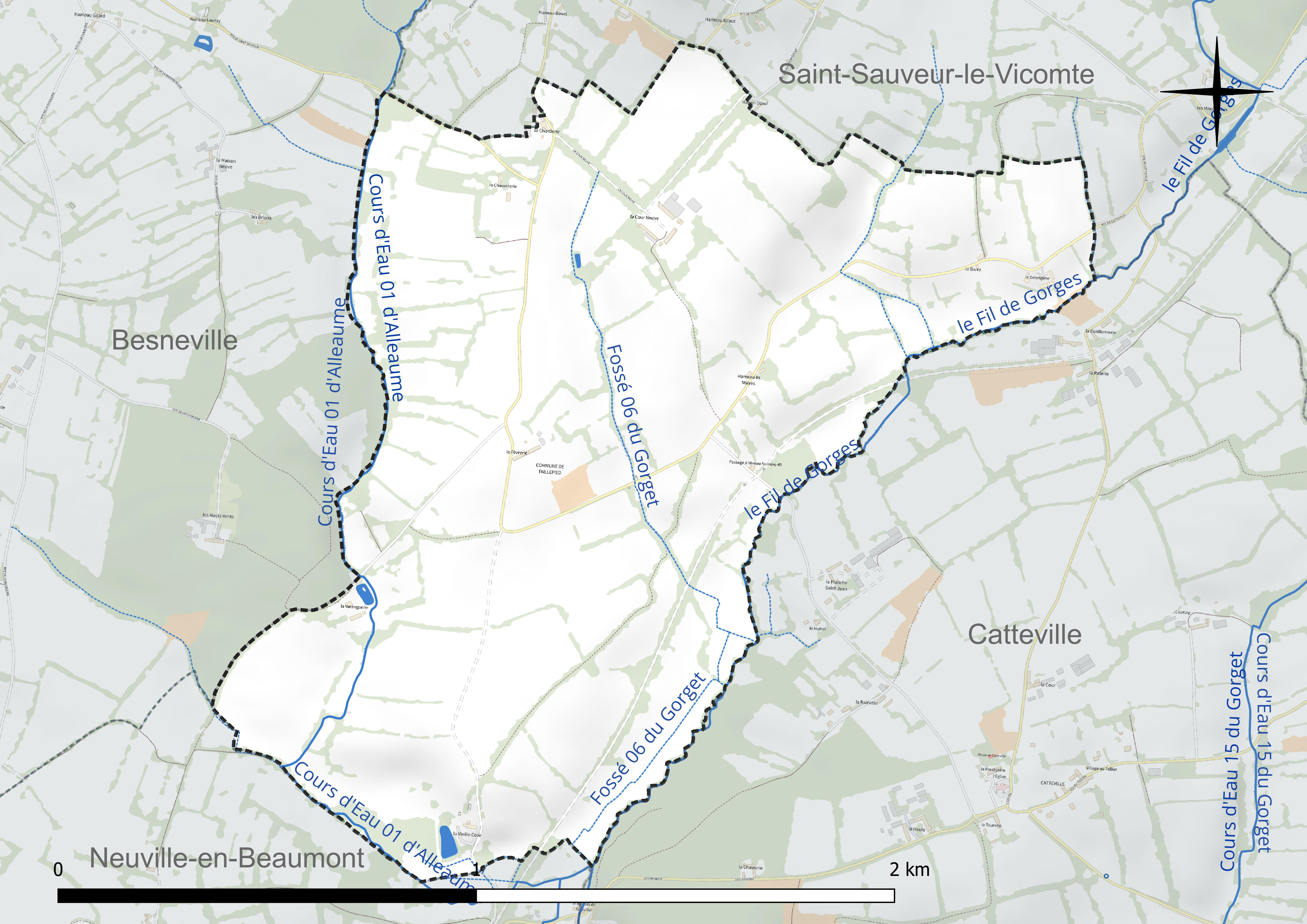
Réseau hydrographique de Taillepied.

### Climat
Pour des articles plus généraux, voir Climat de la Normandie et Climat de la Manche.
En 2010, le climat de la commune est de type climat océanique franc, selon une étude du CNRS s'appuyant sur une série de données couvrant la période 1971-2000. En 2020, Météo-France publie une typologie des climats de la France métropolitaine dans laquelle la commune est exposée à un climat océanique et est dans la région climatique Normandie (Cotentin, Orne), caractérisée par une pluviométrie relativement élevée (850 mm/a) et un été frais (15,5 °C) et venté. Parallèlement le GIEC normand, un groupe régional d’experts sur le climat, différencie quant à lui, dans une étude de 2020, trois grands types de climats pour la région Normandie, nuancés à une échelle plus fine par les facteurs géographiques locaux. La commune est, selon ce zonage, exposée à un « climat maritime », correspondant au Cotentin et à l'ouest du département de la Manche, frais, humide et pluvieux, où les contrastes pluviométrique et thermique sont parfois très prononcés en quelques kilomètres quand le relief est marqué.
Pour la période 1971-2000, la température annuelle moyenne est de 10,9 °C, avec une amplitude thermique annuelle de 11,4 °C. Le cumul annuel moyen de précipitations est de 983 mm, avec 14,1 jours de précipitations en janvier et 8,1 jours en juillet. Pour la période 1991-2020, la température moyenne annuelle observée sur la station météorologique la plus proche, située sur la commune de Sainte-Marie-du-Mont à 26 km à vol d'oiseau, est de 11,6 °C et le cumul annuel moyen de précipitations est de 890,0 mm,. Pour l'avenir, les paramètres climatiques de la commune estimés pour 2050 selon différents scénarios d’émission de gaz à effet de serre sont consultables sur un site dédié publié par Météo-France en novembre 2022.

## Urbanisme

### Typologie
Au 1er janvier 2024, Taillepied est catégorisée commune rurale à habitat très dispersé, selon la nouvelle grille communale de densité à sept niveaux définie par l'Insee en 2022.
Elle est située hors unité urbaine et hors attraction des villes,.

### Occupation des sols
L'occupation des sols de la commune, telle qu'elle ressort de la base de données européenne d’occupation biophysique des sols Corine Land Cover (CLC), est marquée par l'importance des territoires agricoles (98,5 % en 2018), en diminution par rapport à 1990 (100 %).
La répartition détaillée en 2018 est la suivante : prairies (60 %), terres arables (38,5 %), forêts (1,5 %).

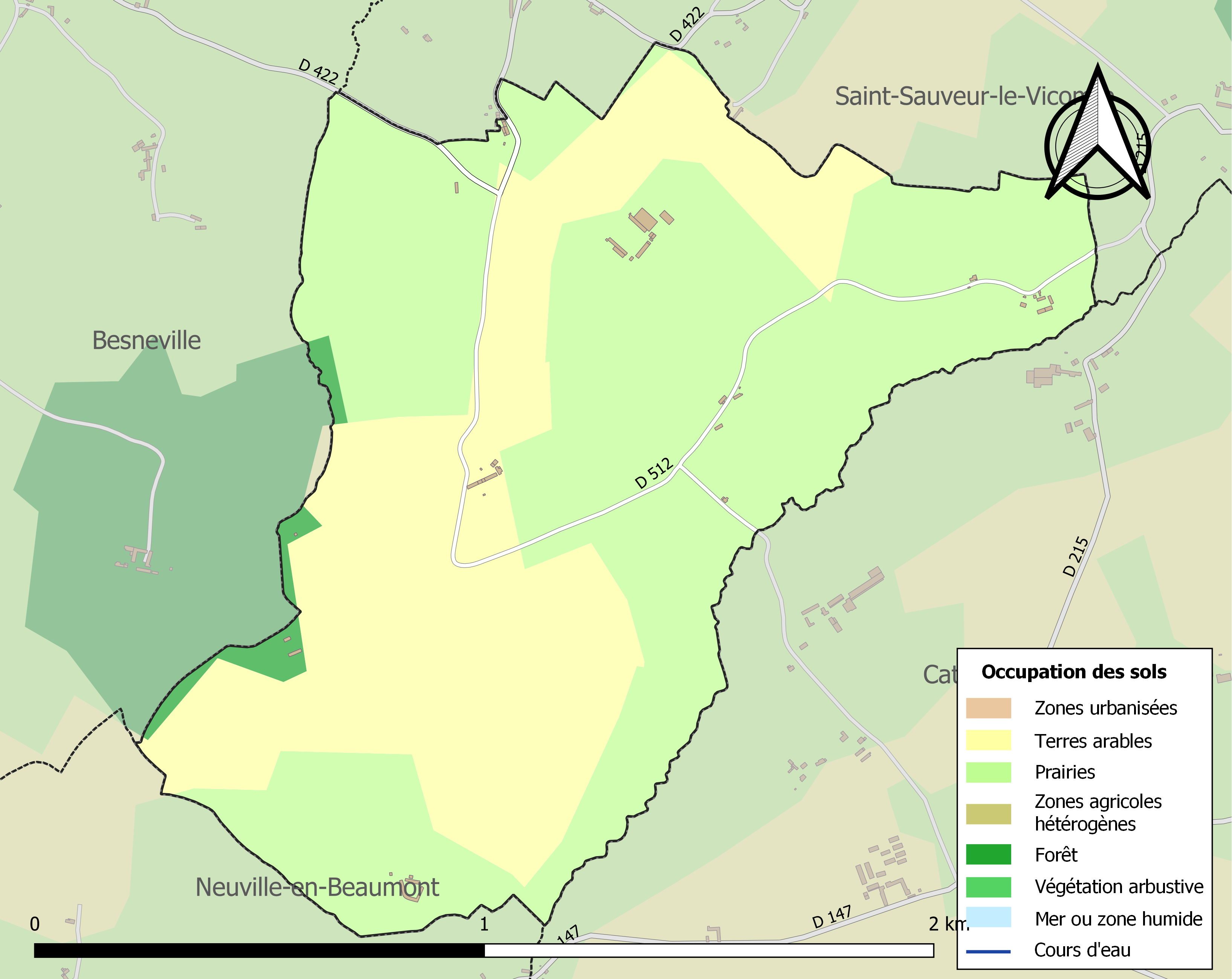
Carte des infrastructures et de l'occupation des sols de la commune en 2018 (CLC).

L'évolution de l’occupation des sols de la commune et de ses infrastructures peut être observée sur les différentes représentations cartographiques du territoire : la carte de Cassini (XVIIIe siècle), la carte d'état-major (1820-1866) et les cartes ou photos aériennes de l'IGN pour la période actuelle (1950 à aujourd'hui).

## Toponymie
Le nom de la localité est attesté sous les formes Tallepei en 1180, Willelnus de tallepei en 1242, Taillepie au XIIIe siècle vers 1252.
René Lepelley y voit une référence à une taille de bois sur pied, taillé au pied.

## Histoire

### Antiquité
Une voie romaine traversait le territoire de Taillepied.

### Moyen Âge
Au XIIe siècle, la paroisse relevait de l'honneur de Saint-Sauveur-le-Vicomte.
Le premier seigneur connu est Richard de Taillepié qui tient un quart de fief de la baronnie de Saint-Sauveur-le-Vicomte et qui figure aux assises de Valognes, le 9 octobre 1231.

### Temps modernes
En 1567, les héritiers de défunt Baptiste Morice, sieur de Taillepied, sont taxés pour ce fief de 8 livres dans le rôle des nobles et roturiers, au titre du ban et de l'arrière ban de la vicomté de Coutances, réalisé par Gilles Dancel, seigneur d'Audouville, lieutenant général du bailli de Cotentin, tenu à Coutances les 20-22 octobre. Le fief de Taillepied, quart de fief de haubert, relevant de la vicomté de Saint-Sauveur-le-Vicomte, avait des extensions à Neuville, Saint-Sauveur-de-Pierrepont et Fierville.

## Politique et administration
| Période                                                                                | Période      | Identité               | Étiquette | Qualité                                                          |
| -------------------------------------------------------------------------------------- | ------------ | ---------------------- | --------- | ---------------------------------------------------------------- |
| 1793                                                                                   |              | Louis Duhoux           |           |                                                                  |
|                                                                                        | 1799         | Isidor Ozouf           |           |                                                                  |
| 1800                                                                                   | 1815         | Pierre Ledoux          |           |                                                                  |
| 1815                                                                                   | 1816         | Jacques Canu           |           |                                                                  |
| 1816                                                                                   | 1816         | Bon Lepigeon           |           |                                                                  |
| 1817                                                                                   | 1826         | Pierre Cuquemel        |           |                                                                  |
| 1826                                                                                   | 1830         | Jean Lefèvre           |           |                                                                  |
| 1830                                                                                   | 1839         | François Ledoux        |           |                                                                  |
| 1839                                                                                   | 1842         | Ange Lepigeon          |           |                                                                  |
| 1843                                                                                   | 1846         | Guillaume Allain       |           |                                                                  |
| 1847                                                                                   | 1849         | Gabriel Hérault        |           |                                                                  |
| 1849                                                                                   | 1855         | Auguste Ledoux         |           |                                                                  |
| 1855                                                                                   | 1866         | Prosper Lebiez         |           |                                                                  |
| 1866                                                                                   | 1867         | Gabriel Hérault        |           |                                                                  |
| 1867                                                                                   | 1877         | François Couppey       |           |                                                                  |
| 1878                                                                                   | 1883         | Prosper Lebiez         |           |                                                                  |
| 1883                                                                                   | 1892         | Benjamin Meslin        |           |                                                                  |
| 1892                                                                                   | 1896         | Césaire Mauger         |           |                                                                  |
| 1896                                                                                   | 1900         | Auguste Mauger         |           |                                                                  |
| 1900                                                                                   | 1908         | Justin Lefèvre         |           |                                                                  |
| 1908                                                                                   | 1912         | Pierre Bellée          |           |                                                                  |
| 1912                                                                                   | 1924         | Jean Lefèvre           |           |                                                                  |
| 1925                                                                                   | 1928         | Paul Piedagnel         |           |                                                                  |
| 1928                                                                                   | 1951         | Gilles Bellée          |           |                                                                  |
| 1951                                                                                   | 1983         | René, dit Louis Piquot |           | Agriculteur, suppléant du député UNR Pierre Godefroy (1958-1962) |
| 1983                                                                                   | février 2003 | Louis Piquot           | SE        | Agriculteur                                                      |
| février 2003                                                                           | En cours     | Jean-Louis Piquot      | SE        | Agriculteur                                                      |
| Une partie des données est issue d'une liste établie par Jean Pouëssel et Guy Boisset. |              |                        |           |                                                                  |

Le conseil municipal est composé de sept membres dont le maire et un adjoint.
Par ailleurs, la mairie de Taillepied se trouve sur le territoire de la commune de Saint-Sauveur-le-Vicomte.

## Population et société
Les habitants de la commune sont appelés les Taillepiétais.

### Démographie
L'évolution du nombre d'habitants est connue à travers les recensements de la population effectués dans la commune depuis 1793. Pour les communes de moins de 10 000 habitants, une enquête de recensement portant sur toute la population est réalisée tous les cinq ans, les populations de référence des années intermédiaires étant quant à elles estimées par interpolation ou extrapolation. Pour la commune, le premier recensement exhaustif entrant dans le cadre du nouveau dispositif a été réalisé en 2008.
En 2022, la commune comptait 17 habitants, en évolution de −26,09 % par rapport à 2016 (Manche : −0,31 %, France hors Mayotte : +2,11 %).
Taillepied a compté jusqu'à 254 habitants en 1821.
| 1793 | 1800 | 1806 | 1821 | 1831 | 1836 | 1841 | 1846 | 1851 |
| ---- | ---- | ---- | ---- | ---- | ---- | ---- | ---- | ---- |
| 156  | 150  | 186  | 254  | 178  | 170  | 186  | 175  | 149  |

| 1856 | 1861 | 1866 | 1872 | 1876 | 1881 | 1886 | 1891 | 1896 |
| ---- | ---- | ---- | ---- | ---- | ---- | ---- | ---- | ---- |
| 177  | 160  | 143  | 138  | 109  | 110  | 89   | 94   | 89   |

| 1901 | 1906 | 1911 | 1921 | 1926 | 1931 | 1936 | 1946 | 1954 |
| ---- | ---- | ---- | ---- | ---- | ---- | ---- | ---- | ---- |
| 77   | 73   | 67   | 57   | 60   | 51   | 52   | 47   | 54   |

| 1962 | 1968 | 1975 | 1982 | 1990 | 1999 | 2006 | 2008 | 2013 |
| ---- | ---- | ---- | ---- | ---- | ---- | ---- | ---- | ---- |
| 59   | 62   | 54   | 41   | 26   | 25   | 28   | 29   | 26   |

| 2018 | 2022 | - | - | - | - | - | - | - |
| ---- | ---- | - | - | - | - | - | - | - |
| 18   | 17   | - | - | - | - | - | - | - |

## Culture locale et patrimoine

### Lieux et monuments
L'église paroissiale Saint-Jean-Baptiste du XVe siècle est située, comme la mairie, sur le territoire de Saint-Sauveur-le-Vicomte. Elle abrite un ensemble maitre-autel-retable avec deux bas-reliefs : saint Côme et saint Damien et tableau le Mariage de la Vierge du XVIIIe, un bas-relief la tête de saint Jean Baptiste entre saint Pierre et saint Thomas Becket du XVe, une Vierge à l'Enfant du XIVe, un groupe sculpté saint Mathurin exorcisant la princesse Théodora du XVe, un bas-relief le miracle de saint Hubert du XVIe, classés au titre objet aux monuments historiques, ainsi qu'une verrière du XXe de R. Desjardins. Dans le cimetière, if funéraire multiséculaire, et croix de cimetière du XVIIIe siècle.
Deux fermes-manoirs sont sur le territoire communal : la Vieille Cour, du XVe siècle où fut tourné L'Ensorcelée de Barbey d'Aurevilly en 1982, et la Cour neuve avec un beau portail, du XVIe siècle. Le château de Beaulieu, parfois décrit en liaison avec la commune, est aussi sur Saint-Sauveur-le-Vicomte, près de l'église Saint-Jean-Baptiste.
Le manoir de la Cour neuve a, inséré dans le mur des communs, un petit blason armorié qui figure les armes de la famille Poërier : d'azur au chevron d'or accosté de deux étoiles d'argent en chef et d'un croissant de même en pointe. La porte monumentale de ce manoir du XVIe siècle est surmontée d'armoiries martelées. En 1620, Vercingétorix Poërier, écuyer, seigneur de Taillepied, épouse Françoise Bazan.

### Personnalités liées à la commune
- Paul Foubert (1812-1886), avocat, maire de Saint-Sauveur-le-Vicomte de 1853 à 1872, est inhumé dans le cimetière de Taillepied[20].